# Uca (Uca) insignis
Uca (Uca) insignis is een krabbensoort uit de familie van de Ocypodidae. De wetenschappelijke naam van de soort werd voor het eerst geldig gepubliceerd in 1852 door Henri Milne-Edwards.